# Спортсмен Ејкерс (Оклахома)
Спортсмен Ејкерс (енгл. Sportsmen Acres) град је у америчкој савезној држави Оклахома.

## Демографија
По попису из 2010. године број становника је 322, што је 118 (57,8%) становника више него 2000. године.
| Група             | 2000.       | 2010.       |
| Белци             | 173 (84,8%) | 225 (69,9%) |
| Афроамериканци    | 0 (0,0%)    | 0 (0,0%)    |
| Азијати           | 10 (4,9%)   | 1 (0,3%)    |
| Хиспаноамериканци | 1 (0,5%)    | 9 (2,8%)    |
| Укупно            | 204         | 322         |